# Trine Pertou Mach
Trine Pertou Mach, née le 9 octobre 1969 à Bredal (Danemark), est une femme politique danoise, membre de la Liste de l'unité.

## Biographie
Trine Pertou Mach suit des études en sciences politiques à l'université d'Aarhus, dont elle est diplômée en 1998. Elle travaille ensuite successivement pour diverses organisations, dont le Parlement européen, la Commission européenne ou WWF.
Elle est d'abord engagée au sein du Parti populaire socialiste dont elle intègre la direction en 2006, et se présente aux élections législatives de novembre 2007 sous ses couleurs, mais ne parvient pas à être élue députée, devenant seulement première suppléante pour son parti dans la circonscription de Copenhague. À ce titre, elle est membre temporaire du Folketing d'avril à mai 2009, puis de janvier à juin 2011, en remplacement d'Ida Auken.
Elle est candidate aux élections législatives de septembre 2011, mais échoue de nouveau à remporter un siège, devenant seulement deuxième suppléante. Alors que son parti entre après le scrutin au gouvernement pour la première fois de son histoire, elle critique à plusieurs reprises la ligne de Villy Søvndal, qu'elle juge trop conciliante envers les sociaux-démocrates. Après avoir envisagé d'être elle-même candidate, elle apporte son soutien à la candidature victorieuse d'Annette Vilhelmsen, représentante de l'aile gauche du parti, lors du congrès d'octobre 2012.
En décembre 2013, Villy Søvndal démissionne de son siège de député au Folketing. Après que Kamal Qureshi, premier suppléant élu en 2011 dans la circonscription de Copenhague et ancien député, ayant décliné l’offre de le remplacer, le siège revient alors à Trine Pertou Mach. Elle devient alors la porte-parole de son groupe parlementaire pour la fiscalité, la recherche et le développement.
En février 2014, alors qu'elle est pressentie pour briguer la présidence du parti après la démission d'Annette Vilhelmsen, elle choisit de ne pas se présenter.
Candidate à un nouveau mandat lors des élections législatives de juin 2015, elle ne parvient pas à être élue et devient seulement troisième suppléante dans sa circonscription, alors que le parti perd nationalement plus de la moitié de ses sièges. En octobre, elle annonce son départ du Parti populaire socialiste en raison de sa trop grande proximité avec les sociaux-démocrates.
En 2015, elle rejoint le comité d'audit et de risque d'ActionAid. En 2018, elle devient responsable du développement économique pour la paix pour International Alert à Londres. En 2020, elle rejoint la branche danoise d'Oxfam, comme directrice de la politique et des médias.
En novembre 2021, elle apporte son soutien à la Liste de l'unité pour les élections municipales et annonce adhérer au parti. En mai 2022, elle est investie tête de liste pour le mouvement dans la circonscription de Seeland pour les élections législatives. Elle fait son retour au Folketing en remportant un siège lors des élections législatives du 1er novembre.
En novembre 2023, elle prend la présidence du groupe parlementaire de la Liste de l'unité après le départ en congé de Peder Hvelplund. Elle lui rend le rôle à son retour en septembre 2024.